# Bülbül
Murtuz Meshadi Rza oglu Mamedov, noto anche con lo pseudonimo di Bulbul (in azero: Bülbül) (Khanbagy, 22 giugno 1897 – Baku, 26 settembre 1961), è stato un tenore e musicologo sovietico di origine azera.
Artista del Popolo dell'URSS (1938) e vincitore del premio Stalin (1950), fu uno dei fondatori del teatro musicale nazionale dell'Azerbaigian.

## Biografia
Bülbül nacque il 22 giugno 1897 (su altre fonti - 12 giugno) nel villaggio di Khanbagy del distretto di Şuşa nella provincia di Elizavetpol, in una famiglia di conciatori Meshadi Rza e Geghar.
Sin dalla prima infanzia, era noto per le sue straordinarie abilità musicali, per le quali ricevette il soprannome Bülbül (in lingua azera - "usignolo"). Successivamente, egli lo scelse come nome d'arte.
Nel 1909 si trasferì a Gəncə e cominciò ad esibirsi sulle scene nel 1916. Iniziò la sua carriera creativa come cantante folk - khananda - esibendosi nei mugham azeri e nelle canzoni popolari. Negli anni venti fu organizzatore musicale e teatrale a Gəncə, presidente dell'Unione di RABIS di Ganja, delegato al primo Congresso di artisti azeri e quindi vicepresidente del Presidio dell'Unione di RABIS.
Dal 1920 fu solista del Teatro di Stato dell'Azerbaigian (ora il Teatro statale accademico Axundov di opera e balletto dell'Azerbaigian) come cantante da concerto. Nel 1921 si iscrisse e nel 1927 si laureò al Conservatorio di Baku (classe di Nikolaj Ivanovič Speranskij). Dal 1927 al 1931 fece un tirocinio al teatro Teatro alla Scala di Milano con Giuseppe Anselmi.
Bülbül fu il primo azero a vincere la prima competizione dell'Unione Sovietica di pianisti, violinisti, violoncellisti e cantanti del 1933 a Mosca.
Fu anche il primo cantante a spostarsi, da uno specifico canto orientale, alla scuola di canto europea e sintetizzò le migliori tecniche di canto nazionale azero con le scuole russe ed europee creando una nuova scuola vocale in Azerbaigian.
Negli anni 1932-1961 insegnò presso il Conservatorio di Stato dell'Azerbaigian. Fu anche organizzatore e capo del gabinetto di ricerca della musica repubblicana (1932-1944) (ora Istituto di architettura e arte dell'Accademia delle scienze dell'Azerbaigian). Fece un ottimo lavoro, per oltre 25 anni, nel campo della raccolta, registrazione, studio e pubblicazione di musica popolare. Fu l'iniziatore e organizzatore di uno studio d'opera, di una sala di registrazione, di una casa editrice musicale, di una speciale classe di canto solista, e convocò la prima Olimpiade musicale in Azerbaigian per rivelare brillanti talenti. Conferenziere in tutta l'Unione Sovietica, partecipò ai congressi di Ashug nel 1938 e 1961. Fu membro del consiglio di amministrazione della società "USSR-Italia" e per la partecipazione attiva allo sviluppo delle relazioni amichevoli tra questi paesi venne premiato con la "Stella Garibaldi".
Bülbül è stato presidente della giuria del concorso di canto classico dei popoli dell'est al VI Festival mondiale della gioventù e degli studenti a Mosca nel 1957.
Fu deputato al Soviet Supremo dell'Unione Sovietica, per la Repubblica Socialista Sovietica Azera, nelle convocazioni 1-3.
Nel 1961, due mesi prima della morte, tenne un concerto a Şuşa, nella sala dell'ex scuola reale, a cui parteciparono migliaia di spettatori provenienti da vari villaggi del distretto. Questa fu l'ultima esibizione del cantante a Şuşa. Bülbül morì il 26 settembre 1961 e fu sepolto nel vicolo d'onore a Baku.

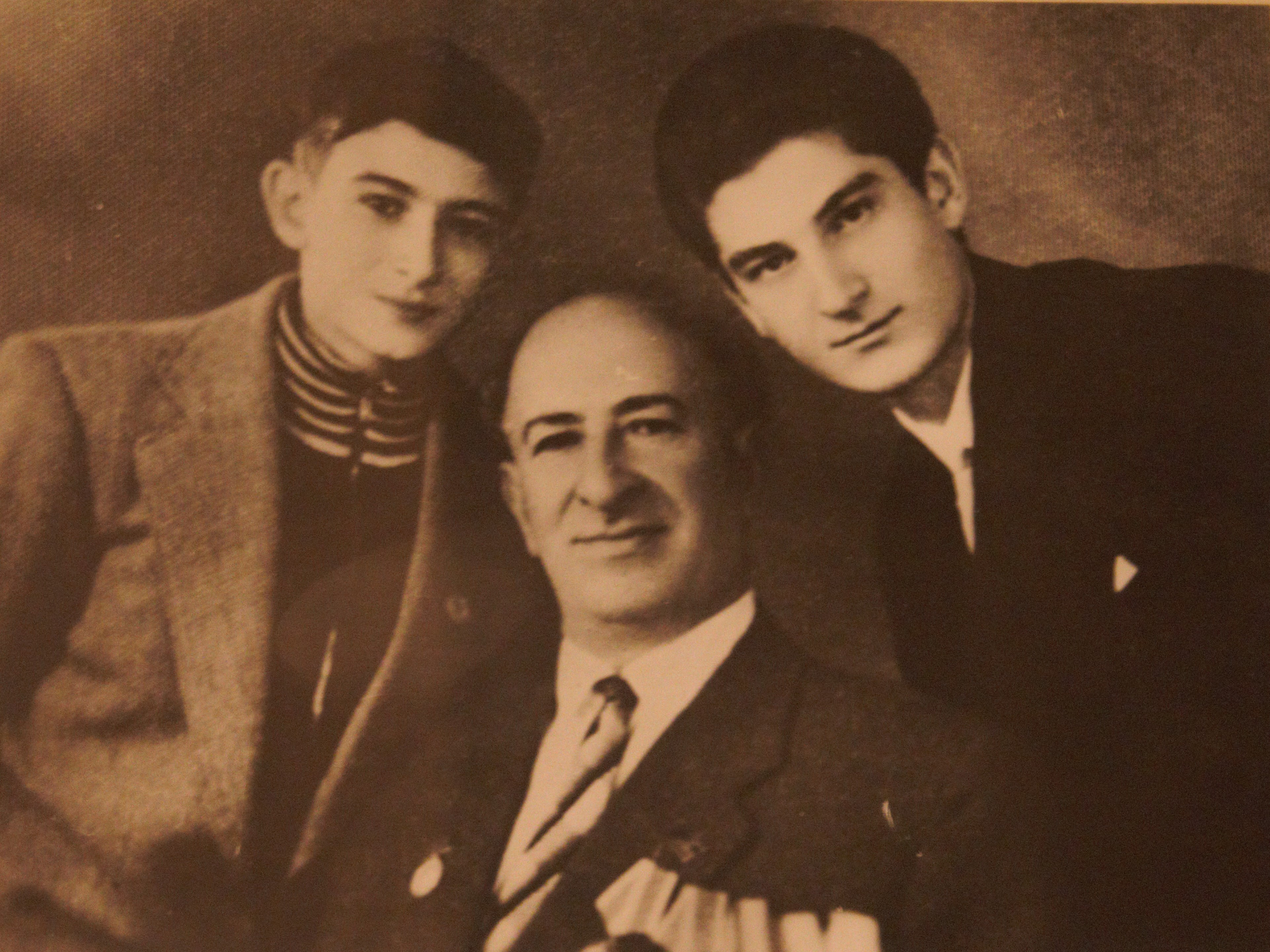
Bülbül con i suoi figli - Genghis e Polad

### Famiglia
- La prima moglie - Zeynab-khanum, con la quale visse dal 1917 al 7 febbraio 1936 (data della sua morte), non gli diede dei figli.
- La seconda moglie, Adelaida Mammadova (1922-2015), fu direttrice del Museo Memoriale di Bülbül a Baku (fino al febbraio 2013).
  - Figlio - Genghis (nato nel 1938)
  - Figlio - Polad Bulbul-oglu (nato nel 1945), cantante, compositore e attore azero popolare, artista popolare della Repubblica Socialista Sovietica Azera (1982), ambasciatore straordinario e plenipotenziario della Repubblica dell'Azerbaigian alla Federazione Russa (dal 2006).
    - Nipote - Teymur Polad-oglu Bulbul (nato nel 1975) - musicista, accompagnatore del gruppo dei fagotti dell'Orchestra statale intitolato a Čajkovskij, artista onorato della Federazione Russa (2005), ora uomo d'affari.

  - Figlio - Emin Mammadov (1933-1999), filologo specializzato in lingua tedesca. Sua madre, Gulara Iskenderova (1911-2010), era cantante (interprete del ruolo di Nigar nell'opera di Uzeir Gadzhibekov "Korogly" nel 1936).

## Attività artistica
Diresse un certo numero di spedizioni scientifiche, registrando più di 200 esempi di folclore musicale. Pubblicò 3 raccolte di canzoni popolari dell'Azerbaigian e opere vocali dei classici russi e transcaucasici (1938, 1956, 1958) tradotte in lingua azera.
Le monografie di Bülbül sono ancora utilizzate come strumento scientifico per la musica popolare dell'Azerbaigian. Fu anche il primo musicista a redigere sussidi didattici per coloro che studiano strumenti popolari azeri: tar, kemence e balaban.

### Parti
- 1936 - "Korogly" di Ü. Hacıbəyov - Koroglu (il primo interprete del ruolo)
- "Layla e Majnun" di Ü. Hacıbəyov - Ibn Salam
- "Asli e Kerem" di Ü. Hacıbəyov - Kerem
- "Arshin Mal Alan" di Ü. Hacıbəyov - Asker
- "Ashug-Gharib" di Z. Hajibeyov - Gharib
- "Shahsenem" di R. Glière - Anshik-Gharib
- "Nargiz" di M. Magomaev - Alyar
- "Khusrov e Shirin" di Niyazi - Khosrov
- "Nizami" di A. Badalbeyli - Nizami
- "Vatan" ("Patria") di K. Karaev e J. Hajiyeva - Aslan
- "Anush" di A. T. Tigranyan - Saro
- Rigoletto di G. Verdi - Il Duca
- "Tosca" di G. Puccini - Cavaradossi
- "Aleko" di S. V. Rachmaninov - Il zingaro giovane.

### Romanze, canzoni popolari
- "Sənsiz" ("Senza di te") di Ü. Hacıbəyov
- "Sevgili Canan" ("Cara Amata") di Ü. Hacıbəyov
- «Ölkəm» ("Paese mio") di A. Zeynalli
- "Süsən-sünbül" ("Fiori profumati")
- «Qara gözlər» ("Occhi neri")
- "Çal-oyna"  ("Suona-balla")
- «Segah təsnifləri» ("Classifiche di Segah")
- "Xumar oldum" ("Son diventato debole")

## Premi e titoli
- Artista onorato della Repubblica Socialista Sovietica Azera (1935)
- Artista del Popolo dell'URSS (1938)
- Premio Stalin (1950) - per l'esecuzione di canzoni popolari azere
- Due ordini di Lenin (25 febbraio 1946, 9 giugno 1959)
- Due ordini della bandiera rossa del lavoro (27.01.1936; 25.01.1958)
- L'ordine del distintivo d'onore (17.04.1938)
- Medaglia di "Garibaldi" (Italia)
- Cittadino onorario di Sumqayıt.
- Professore (1940)

## Memoria
Nella patria del cantante, a Şuşa, venne posto un busto in bronzo di Bülbül. Dopo l'occupazione di Şuşa, nel maggio 1992, il busto (insieme ai busti di Natəvan e Üzeyir Hacıbəyov) venne poi smantellato ed esportato in Georgia come rottame metallico, venendo poi acquistato dalle autorità azere. Al momento, il busto è esposto all'aria aperta, al Museo d'arte di Baku.
Il nome di Bülbül è portato da: una scuola di musica speciale a lui intitolata, una strada a Baku, una strada che prende il nome di Bulbul a Şuşa. Ci sono suoi busti nella città di Şuşa, in una scuola di musica speciale e nel foyer del Teatro statale di opera e balletto dell'Azerbaigian, mentre targhe commemorative sono state poste nella classe del professor Bülbül al Conservatorio statale dell'Azerbaigian e nella casa in cui si trova il museo a lui dedicato nella città di Baku.
Nel 1976, fu inaugurata la casa-museo commemorativa di Bülbül a Baku e la casa-museo di Bülbül nella sua terra natale, a Şuşa.
Ogni due anni, si tiene a Baku il Concorso Internazionale dei vocalisti intitolato a Bülbül.
Nel 1998, in occasione del centenario della sua nascita, è stato emesso un francobollo e nel 2008, in occasione del 110º anniversario, una moneta commemorativa.
Nel 2012, a Baku, all'incrocio tra le vie Bülbül e Nizami, non lontano dalla casa dove visse, è stato eretto un monumento in suo onore. L'inaugurazione del monumento è stata programmata per il 115º anniversario della sua nascita. L'autore del monumento in bronzo, di altezza di 3 metri e realizzato nel 2007, è lo scultore Akif Askerov.